# Il rapporto Pelican (romanzo)
Il rapporto Pelican (titolo orig. The Pelican Brief) è un romanzo legal-suspense thriller scritto da John Grisham, pubblicato nel 1992 per la casa editrice Doubleday. Terzo romanzo dell'autore americano, dall'opera è stato tratto il celebre film omonimo di Alan J. Pakula, uscito nel 1993 con l'interpretazione di Julia Roberts e Denzel Washington.

## Trama
Nella stessa notte due giudici della Corte Suprema americana vengono trovati uccisi in due posti diversi. Il primo è un veterano, il secondo un nuovo eletto alla carica, che è a vita. Nessuno riesce a scoprire il motivo delle tragiche morti, finché Darby Shaw, studentessa di legge, formula una tesi, denominata in seguito dall'F.B.I. il "Pelican Brief". Il docente della ragazza consegna il rapporto a un amico dell'F.B.I.: all'apparenza è un'ipotesi come altre, in esso è descritto come mandante degli omicidi un magnate del petrolio, ansioso di vincere una causa per potere sfruttare un giacimento e per questo ha fatto assassinare i due giudici. Ma il magnate in questione è anche il maggiore finanziatore della campagna elettorale presidenziale, così la Casa Bianca insabbia l'ipotesi.
Nonostante le manovre della Casa Bianca, il rapporto arriva fino al suddetto magnate, che decide così di assassinare tutte le persone che hanno visionato il rapporto. Il docente, nonché amante, di Darby e l'amico dell'F.B.I. vengono assassinati e i sicari sono sulle tracce anche della ragazza, che però riesce a eluderli per diverso tempo finché, stancatasi di fuggire, decide di mettersi in contatto con Gray Grantham, giornalista del Washington Post, che avrà così accesso al rapporto Pelican: insieme faranno le indagini necessarie per confermare la veridicità del rapporto, che in mancanza di prove non può essere pubblicato. Darby e Grantham riusciranno a concludere le indagini, il servizio sul rapporto Pelican e tutto ciò che concerne verrà pubblicato. Darby emigra poi ai Caraibi e poco dopo Gray la raggiunge: insieme si rifaranno una vita, anche sentimentale, tranquilla e agiata.

## Edizioni italiane
- Il rapporto Pelican, traduzione di Roberta Rambelli, Collana Omnibus stranieri, Milano, Mondadori, maggio 1992,  p. 406, ISBN 978-88-043-5825-1. - Collana Oscar Bestsellers n.333, Mondadori, 1993, ISBN 978-88-043-7386-5; 2016, ISBN 978-88-046-6764-3; Collana I MITI, Mondadori, luglio 1999, ISBN 978-88-044-7067-0; Collana Oscar Smart Collection, Mondadori, 2012, ISBN 978-88-046-2293-2; Milano, Hearst Magazines, 2024, ISBN 977-00-166-9439-5.